# Mars Radiation Environment Experiment

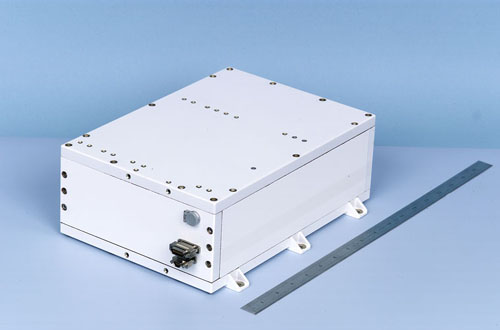
MARIE, diseñado para medir la radiación, empezó a funcionar mal poco después de que ocurrieran una serie de fuertes erupciones solares en otoño de 2003.

El Mars Radiation Environment Experiment o MARIE (en español: experimento de radiación de ambiental de Marte) fue diseñado para medir el entorno de radiación de Marte utilizando un espectrómetro de partículas energéticas como parte de la misión científica de la nave espacial Mars Odyssey 2001 (lanzada el 7 de abril de 2001). Fue dirigida por el Centro Espacial Johnson de la NASA y la investigación científica fue diseñada para caracterizar aspectos del entorno de radiación tanto de camino a Marte como mientras estaba en la órbita marciana.
Dado que la radiación espacial representa un peligro extremo para las tripulaciones de misiones interplanetarias, el experimento fue un intento de predecir las dosis de radiación anticipadas que experimentarían los futuros astronautas y ayudó a determinar los posibles efectos de la radiación marciana en los seres humanos.
La radiación espacial proviene de los rayos cósmicos emitidos por nuestra estrella local, el Sol, y también de estrellas más allá del Sistema Solar. La radiación espacial puede provocar cáncer y causar daños al sistema nervioso central. Instrumentos similares vuelan en los transbordadores espaciales y en la Estación Espacial Internacional (ISS), pero ninguno ha volado nunca fuera de la magnetosfera protectora de la Tierra, que impide que gran parte de esta radiación llegue a la superficie de nuestro planeta.
En el otoño de 2003, después de una serie de erupciones solares particularmente fuertes, MARIE comenzó a funcionar mal, probablemente como resultado de haber estado expuesta a la intensa explosión de radiación de partículas de la erupción solar. El instrumento nunca volvió a funcionar.

## Operación
Un espectrómetro dentro del instrumento midió la energía de dos fuentes de radiación espacial: los rayos cósmicos galácticos (GCR) y las partículas energéticas solares (SEP). Mientras la nave espacial orbitaba el planeta rojo, el espectrómetro recorría el cielo y midía el campo de radiación.
El instrumento, con un campo de visión de 68 grados, fue diseñado para recopilar datos de forma continua durante el viaje de Mars Odyssey desde la Tierra a Marte. Almacenó grandes cantidades de datos para el enlace descendente y funcionó durante toda la misión científica.

## Especificaciones MARIE

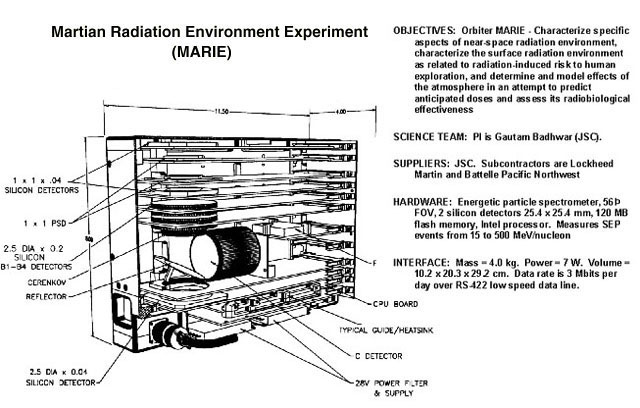
MARIE

El experimento del entorno de radiación marciana pesa 3,3 kilogramos (7,3 libras) y utiliza 7 vatios de potencia. Mide 29,4 x 23,2 x 10,8 centímetros (11,6 x 9,1 x 4,3 pulgadas).

## Resultados
El diagrama anterior indica que la exposición a la radiación principal es de aproximadamente 20 mrad/d, lo que da como resultado una dosis anual de aproximadamente 73 mGy/a. Sin embargo, los eventos ocasionales de protones solares (SPE) producen dosis cien veces más altas (ver el diagrama arriba). Los SPE, que fueron observados por MARIE, no fueron observados por sensores cercanos a la Tierra, lo que confirma que los SPE son direccionales. Por tanto, las dosis medias en órbita eran de entre 400 y 500 mSv/a.
El JPL informó que los niveles de radiación medidos por MARIE eran dos o tres veces mayores que los de la Estación Espacial Internacional (que es de 100 a 200 mSv/a). Los niveles en la superficie marciana podrían estar más cerca del nivel en la ISS debido al blindaje atmosférico, ignorando el efecto de los neutrones térmicos inducidos por el GCR.